# Малореон
Малореон (на английски: The Malloreon) е популярна фентъзи-поредица от Дейвид Едингс. Поредицата е продължение на „Белгариада“ и се състо и от пет книги:
- Пазителите на Запада (Guardians of the West)
- Кралят на Мургите (King of the Murgos)
- Господарят Демон на Каранда (Demon Lord of Karanda)
- Магьосницата от Даршива (Sorceress of Darshiva)
- Пророчицата от Кел (The Seeress of Kell)

В поредицата главен герой е вълшебника Гарион, чиито син е отвлечен и той се опитва да го спаси. Нейната заключителна книга - „Пророчицата от Кел“ остава първи Бестселър на в-к "Ню Йорк Таймс" в продължение на три седмици.